# Just de Vienne
Just ou Juste est un saint de l'Église catholique romaine (célébré le 6 mai) et un évêque de Vienne en Gaule, probablement de la première moitié du IVe siècle.

## Biographie
L'existence de Just ou Juste (Iustus, Justus) est connue à travers le Catalogue des évêques de Vienne produit par l'évêque Adon de Vienne (799-875), dans sa Chronique,,.
Selon le Catalogue d'Adon, Just aurait vécu dans la fin de la seconde moitié du IIe siècle et la suivante, soit sous les règnes des empereurs Hadrien (117-138), Antonin le Pieux (138-161) et Marc Aurèle (161-180). Le recueil des faux privilèges indique de son côté Just contemporain avec le pape Pie Ier (v. 140-150),. Just est ainsi mentionné dans le Catalogue à trois occasions.

« Hoc itidem tempore et Iustus Viennensis Ecclesiae episcopus, illustrissimus in confessione exstitit.
De la même manière, à cette époque, Just aussi, évêque de l'Église viennoise, s'illustra au plus haut point par sa foi. »

— Adon, Chronique, VI, col. 82D,.
Adon le place d'ailleurs comme contemporain du premier évêque de Lyon, Pothin de Lyon (v. 177), « Just, renommé encore de nos jours, est l'évêque de Vienne ; Pothin, celui de Lyon », col. 83A),. Selon cette tradition, il est dit martyr tout comme Pothin, vers 177/178 :

« Aux temps de la guerre contre les Parthes, pour la quatrième fois après celle de Néron, de violentes persécutions contre les chrétiens éclatèrent en Asie et en Gaule. […] ; dans les Gaules aussi, très nombreux furent ceux qui versèrent glorieusement leur sang pour le Christ. Just, évêque de Vienne, affaibli par un long exil, devient un glorieux martyr. C’est à cette époque que Pothin, vénérable vieillard, quelque temps après, accomplit pleinement son martyre, avec quarante-huit autres chrétiens des villes de Lyon et Vienne. »

— Adon, Chronique, VI, col. 8ID,.
Chevalier indique qu'il aurait été « remplacé par Aaron et Aquilin, qu'Adon et les anciens Nécrologues ne mentionnent pas, non plus qu'un Didier qui lui aurait succédé ».
Dans la mesure où Just est placé, dans le Catalogue, à la suite de Vère de Vienne et que ce dernier est attesté en 314, il est fort probable qu'il soit un évêque de Vienne de la première moitié du IVe siècle, mais sans sources.
Il est célébré le 6 mai, selon le Martyrologe d'Adon (Bollandistes).